# Thapsinillas affinis
A Thapsinillas affinis a verébalakúak (Passeriformes) rendjébe, ezen belül a bülbülfélék (Pycnonotidae) családjába és a Thapsinillas nembe tartozó faj. 22-24 centiméter hosszú. A Maluku-szigetekhez tartozó Seram és Ambon szigeteken él.

## Alfajok
- T. a. affinis (Hombron & Jacquinot, 1841) – Seram;
- T. a. flavicaudus (Bonaparte, 1850) – Ambon.

## Fordítás
- Ez a szócikk részben vagy egészben  a   Seram golden bulbul című angol Wikipédia-szócikk fordításán alapul.  Az eredeti cikk szerkesztőit annak laptörténete sorolja fel. Ez a jelzés csupán a megfogalmazás eredetét és a szerzői jogokat jelzi, nem szolgál a cikkben szereplő információk forrásmegjelöléseként.